# Kościół ewangelicki w Ostrawie
Kościół ewangelicki w Ostrawie – neorenesansowy kościół w Ostrawie wzniesiony w latach 1905–1907 w stylu wzorowanym na renesansie holenderskim z wpływami secesji według projektu Karla Trolla i Ludvíka Faigla. Budowla, nazywana również „Czerwonym kościołem” bądź „kościołem Chrystusowym” została wpisana do rejestru zabytków Republiki Czeskiej 3 maja 1958.

## Historia

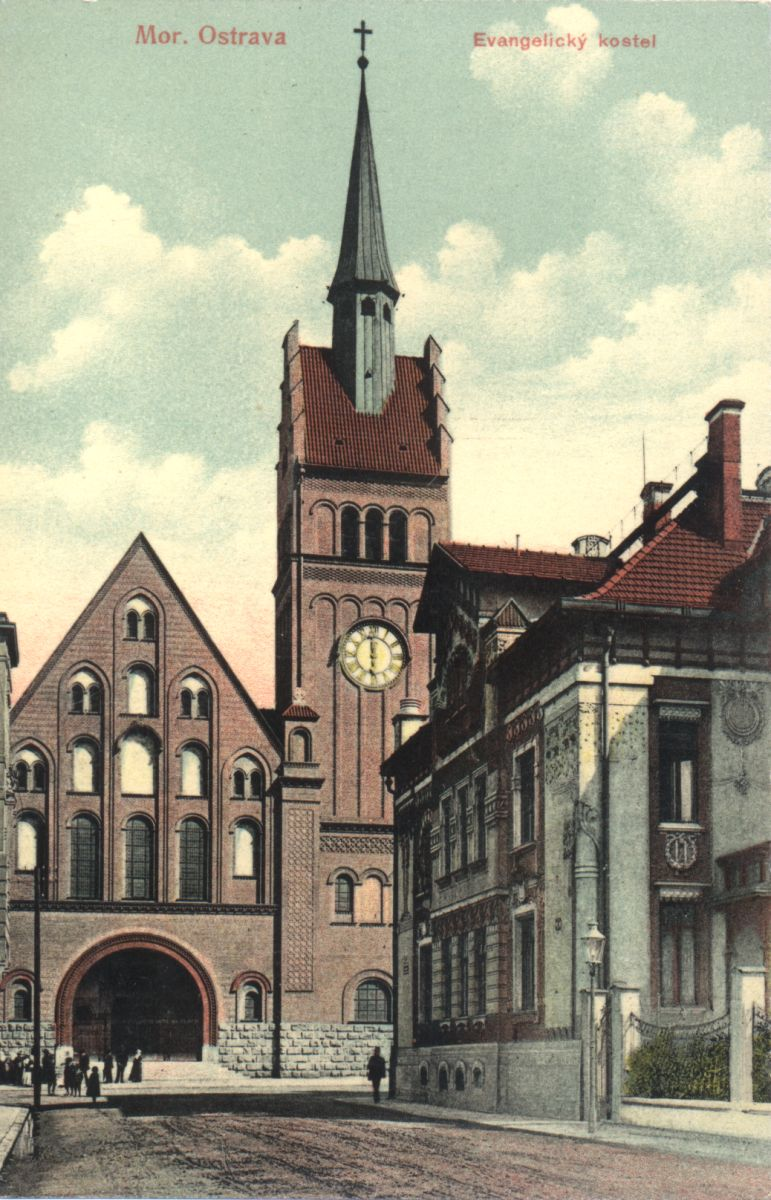
Historyczny widok na kościół

Luterański zbór zorganizował się w 1875 w Morawskiej Ostrawie, początkowo jako filialny zboru w Orłowej. Przynależało do niego również kilka miejscowości na prawym brzegu Ostrawicy, czyli na Śląsku Cieszyńskim. Wkrótce zbór zyskał niezależność i wystawił niewielki kościółek. W sierpniu 1904 Ewangelicki Kościół w austriackiej Przedlitawii ogłosił konkurs architektoniczny na projekt nowego kościoła. Miał on zastąpić dotychczasową kaplicę cmentarną, ponieważ była ona już niewystarczająca pod względem liczby miejsc.
Uczestników konkursu było dużo, zebrano sto projektów, które zostały w listopadzie 1904 wystawione w parafii ewangelickiej w Ostrawie. Ostatecznie wybrano projekt wiedeńskich architektów Karla Trolla i Ludvíka Faigla. 22 października 1905 uroczyście położono kamień węgielny. Budowę zakończono 1 listopada 1907, kiedy to odbyło się uroczyste poświęcenie kościoła.
Do końca II wojny światowej kościół należał do Niemieckiego Kościoła w Czechach, Morawach i na Śląsku, który czechosłowackie władze oskarżyły o kolaborację i skonfiskowały jego majątek na podstawie Dekretów Beneša.
W latach 50. XX wieku państwo przekazało kościół i plebanię do użytku dwóm zborom: zborowi Ewangelickiego Kościoła Czeskobraterskiego oraz zborowi Śląskiego Kościoła Ewangelickiego Augsburskiego Wyznania w Ostrawie. Od roku 1997 oba zbory starały się uzyskać prawo własnościowe obu budynków co ostatecznie udało się w marcu 2009. Przeniesienie własności komplikował fakt, że nie chodziło o restytucję mienia, ale o przeniesienie własności.

## Architektura
Budowla została wzniesiona w stylu renesansu holenderskiego z wpływami secesji. Jest to jednonawowy kościół z kwadratową wieżą położoną asymetrycznie względem fasady wejściowej.
Dominantą wnętrza jest marmurowy ołtarz z sześcioma świecami i dużym dębowym krzyżem. W apsydzie znajdują się cztery malowane okna. Kazalnica zbudowana jest z drzewa dębowego, a marmurowa chrzcielnica komponuje z ołtarzem. Strop składa się z drewnianych kasetonów, co pozytywnie wpływa na akustykę kościoła.

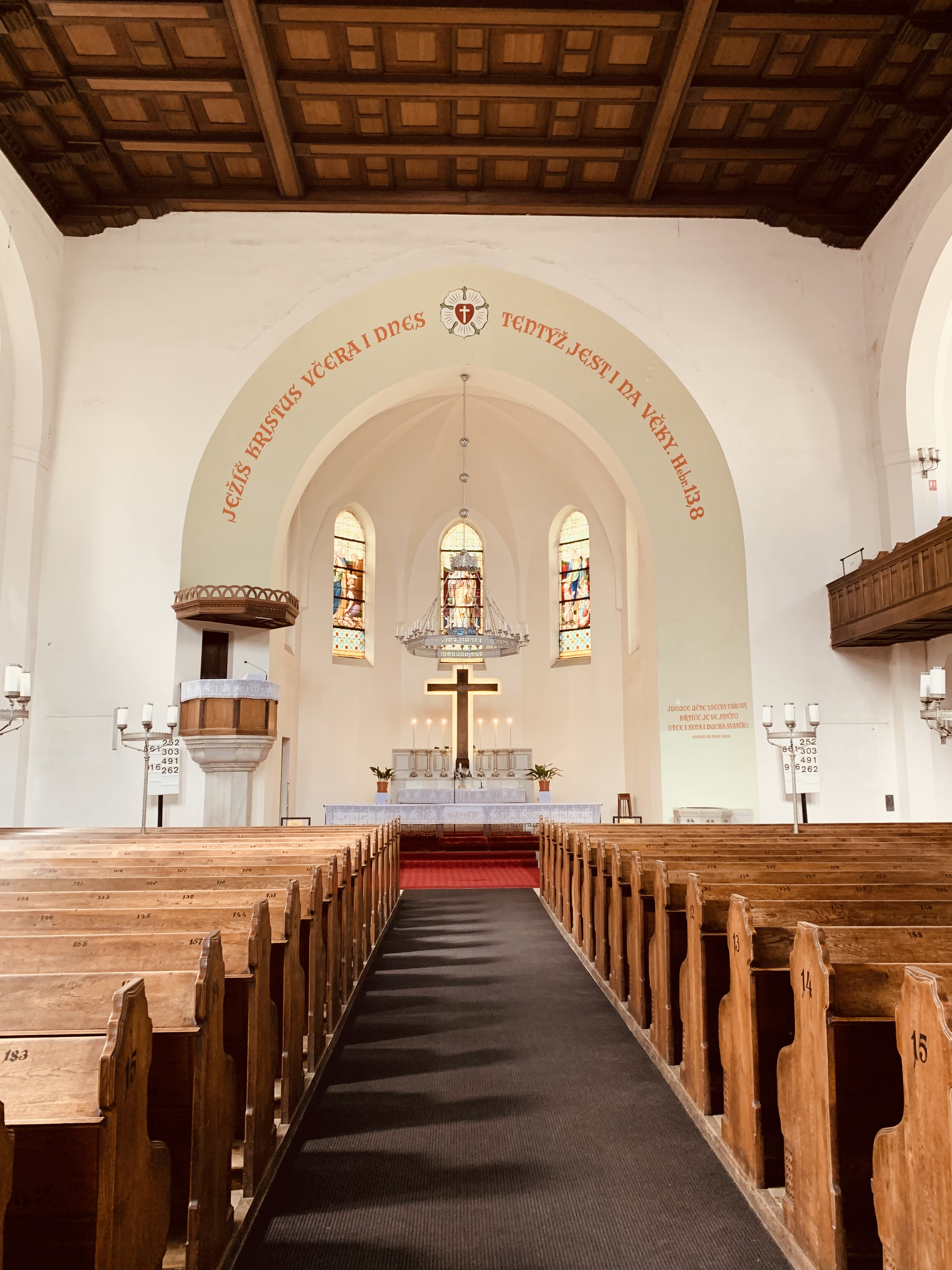
Wnętrze kościoła

W wieży znajdują się trzy stalowe dzwony odlane w Bochum. 
Na najmniejszym z nich, który nosi imię „Praca”, są wyryte słowa „Ja muszę pracować dopóki jest dzień”.
- ton uderzeniowy: cis
- masa: 700 kg
- średnica: 1,170 m

Średni, „Luter” ma napis „Warownym grodem jest nasz Bóg”.
- ton uderzeniowy: e
- masa: 1080 kg
- średnica: 1,387 m

Największy z nich został nazwany „Zbawiciel”.
- ton uderzeniowy: g
- masa: 1580 kg
- średnica: 1,574 m

Oprócz dzwonów, na wieży znajduje się działający zegar z porcelanowym cyferblatem.